# غراهام سميث (لاعب كرة قدم)
غراهام سميث (بالإنجليزية: Graham Smith)‏ (8 أغسطس 1951 بويمبلدون في المملكة المتحدة - ) هو لاعب كرة قدم بريطاني في مركز قلب الدفاع. لعب مع نادي برينتفورد ونادي ويمبلدون ونادي هيلينغدون بورو ودولويتش هاملت.

## وصلات خارجية
- غراهام سميث على موقع قاعدة بيانات كرة القدم.إي يو (الإنجليزية)
- غراهام سميث على موقع قاعدة بيانات كرة القدم.إي يو (الإنجليزية)